# سقنقورهای کور
سقنقورهای کور (نام علمی: Dibamidae) نام یک خانواده از راسته پولک‌داران است.